# Drosophila albescens
Drosophila albescens är en tvåvingeart som beskrevs av Frota-pessoa 1954. Drosophila albescens ingår i släktet Drosophila och familjen daggflugor.
Artens utbredningsområde är Brasilien.